# Марина (защитена местност)
Вижте пояснителната страница за други значения на Марина.
„Марина“ или „Света Марина“ е защитена местност, разположена в рида Алабак, Западни Родопи. Заема площ от 1,5 ха в землището на Варвара. Създадена е на 18 май 1987 г., с цел опазване на вековни дървета от зимен дъб (Quercus petraea) и характерен ландшафт.
През 1986 г. учители и ученици от ОУ „Никола Вапцаров“ във Варвара правят проучване на местността и предлагат на Районна инспекция по опазване на природната среда – Пазарджик намиращите се там пет вековни дървета от зимен дъб да бъдат защитени. През 1987 г. е обявена за природна забележителност. През май 2003 г. е прекатегоризирана в защитена местност, като се запазват площта и режима на дейността.
Вековните дървета се намират около останките на ранносредновековна църква с аязмо. Стените ѝ са запазени на височина 1,5-2 m, в олтара е поставена икона на Света Марина, а на западната страна е изографисана по-голяма икона на Светицата.
В защитената местност се забраняват всякакви дейности, които водят до повреждане или унищожаване на дърветата; късането или изкореняването на тревисти растения и храсти; влизане, преминаване и паркиране на моторни превозни средства; разкриването на кариери, провеждането на минно-геоложки и други дейности, с които се поврежда или изменя както естествения облик на местността, така и на водния и режим; извеждането на сечи, освен санитарни; паша на домашни животни; всякакво строителство.